# Conqueror
FV214 Conqueror var en tung brittisk stridsvagn i bruk under första halvan av 1960-talet. Dess huvudsakliga roll var att bistå den brittiska Rhenarméns Centurion-stridsvagnar med tyngre eldunderstöd på långa skjutavstånd. Efter att Centurion-vagnarna utrustats med den tyngre L7-kanonen, med en kaliber på 105 mm, togs stridsvagnen ur bruk. Conquerorn var på grund av sin storlek och vikt otymplig vid transporter och mycket underhållskrävande.

## Utveckling
1944 beslöts det att en ny tung stridsvagn skulle ersätta Black Prince-stridsvagnen. Fordonet, med beteckningen A45, skulle operera tillsammans med Centurion-vagnen på slagfältet, och ha vissa delar gemensamma. Två år senare ändrades projektet. Nu skulle en ny familj av bandfordon utvecklas, med FV200 Universal Tank som grund. Den baserade sig i sin tur på en förlängd version av A45. Den första prototypen av FV201, som standardstridsvagnen hette, var färdig 1948. Vid det laget hade kostnaderna skjutit i höjden, och flera av de tjugotre planerade fordonsvarianterna hade dessutom visat sig vara opraktiska, bland annat till en följd av deras storlek. Året därefter togs följaktligen ett beslut om att avbryta FV200-projektet. Istället skulle motsvarande varianter utvecklas med Centurion-stridsvagnen som grund. Detta visade sig vara en utmärkt lösning, med det undantaget att Centurion-chassit inte kunde byggas om till en tung stridsvagn. Därför togs beslutet att fortsätta med varianten FV214, och mellan 1955 och 1958 färdigställdes knappt 185 stridsvagnar.

## Användning
Samtliga vagnar som nådde stridande förband tilldelades den brittiska Rhenarmén. FV214 var aldrig tänkt som pansarregementenas huvudsakliga beväpning, och spreds därför ut tre per regemente, alternativt en Conqueror-skvadron på två Centurion-skvadroner. Tanken var att Conqueror-tropparna skulle ge eldunderstöd på långa skjutavstånd och vara kapabla att penetrera även tyngre sovjetiska vagnars pansarskydd. Efter att Centurion Mk 5 med 105 mm kanon börjat tillverkas togs beslutet att avveckla Conqueror-förbanden. 1966 togs den sista vagnen ur bruk. Inga Conqueror-stridsvagnar exporterades, men ett antal har senare sålts utomlands till samlare och museer.

## Utformning
Stridsvagnen var konventionellt byggd, med föraren i främre delen av stridsvagnen, laddaren till vänster i tornet och skytten till höger. Bakom dem satt vagnschefen som hade en fritt roterande kupol nära tornets bakkant. Den stabiliserade kanon var av amerikansk design, med mindre brittiska modifieringar. Ammunitionen bestod av skilda granater och lösa drivladdningar. På höger sida om eldröret fanns en koaxial 7,62 mm kulspruta, och ett likadant vapen för närluftvärn fanns monterat utanpå vagnschefens kupol.

## Varianter

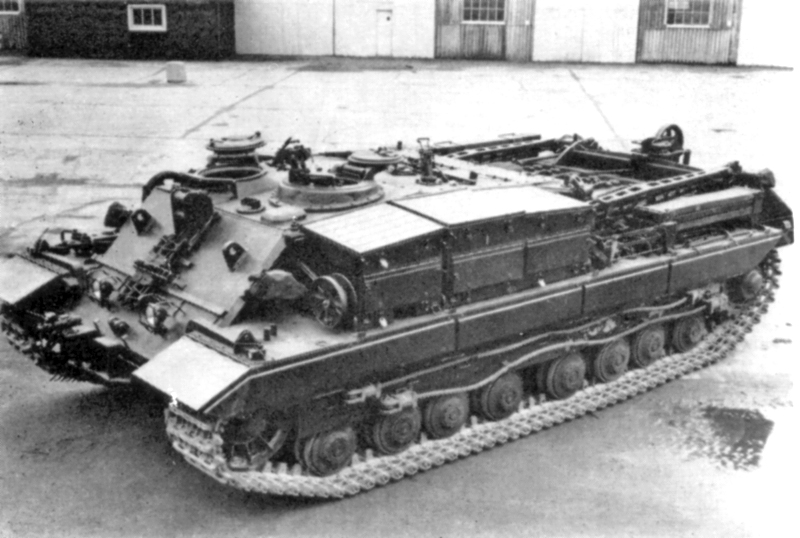
FV222 Conqueror ARV Mk II

Av det otal varianter på FV200 som planerades kom bara två i produktion förutom FV214. Dessa var två bärgningsfordon med beteckningarna FV219 ARV Mk I och FV222 ARV Mk II. De var de kraftfullaste bärgningsfordonen i bruk hos den brittiska armén tills Challenger 2 ARV kom i bruk. Tillverkningen uppgick till åtta Mk I och tjugo Mk II, och modellerna skilde sig åt så till vida att Mk I hade en lådformad överbyggnad, medan Mk II hade en överbyggnad med sluttande front. Dessa togs alla ur bruk i samband med att FV214 togs ur tjänst.